# Breaking Point (film 2009)
Breaking Point è un film statunitense del 2009 diretto da Jeff Celentano. Il film è stato presentato a Cannes, ed è uscito nelle sale il 4 dicembre 2009.

## Trama
L'avvocato Steven Luisi torna ad occuparsi di un caso d'omicidio dopo aver vissuto una tragedia familiare e un periodo di dipendenza da droghe; per risolvere il caso si avvale dell'aiuto di un ex-atleta e ora leader di una gang, Richard Allen. La ricerca della verità porterà Steven a scontrarsi con il suo ex-fornitore di droga Al Bowen  e allo scoprire che qualcuno del dipartimento di polizia è corrotto e sta cercando di insabbiare il caso. Steven è determinato a scoprire la verità ed a raggiungere la sua redenzione.